# Villa de Guadalupe, Totolapa
Villa de Guadalupe är en ort i Mexiko.   Den ligger i kommunen Totolapa och delstaten Chiapas, i den sydöstra delen av landet, 800 km öster om huvudstaden Mexico City. Villa de Guadalupe ligger 482 meter över havet och antalet invånare är 281.
Terrängen runt Villa de Guadalupe är platt åt sydväst, men åt nordost är den kuperad. Runt Villa de Guadalupe är det ganska glesbefolkat, med 50 invånare per kvadratkilometer. Närmaste större samhälle är Acala, 12,4 km nordväst om Villa de Guadalupe. Omgivningarna runt Villa de Guadalupe är en mosaik av jordbruksmark och naturlig växtlighet.